# Škovec, Sevnica
Škovec este o localitate din comuna Sevnica, Slovenia, cu o populație de 57 de locuitori.